# 비말라 라만
비말라 라만(Vimala Raman, 1982년 1월 23일 ~ )은 인도의 배우, 모델이다.